# La Boîte à merveilles
La Boîte à Merveilles est un roman autobiographique de l'écrivain marocain Ahmed Sefrioui, publié en 1954. À caractère ethnographique, le roman fut longtemps considéré comme le premier roman marocain écrit en français sous le protectorat français avant que ne soit réhabilité le récit Mosaïques ternies composé par Abdelkader Chatt, publié en 1932 aux éditions de la Revue mondiale.

## Parution
Le roman, écrit en 1952, parait en 1954 aux Éditions du Seuil.

## Thème
Dans ce roman autobiographique qui raconte la vie dans le Maroc traditionnel, à l'époque du protectorat, du narrateur Sidi Mohammed, un enfant de 6 ans qui souffre de la solitude, il retrace son enfance passée à l'ancienne Médina de Fès, en décrivant son entourage avec la plus grande fidélité possible... Le titre évoque le coffret (la boîte à merveilles) où le jeune Sidi Mohammed rangeait précieusement ses trésors : des billes de verre, des fleurs séchées...

## Personnages principaux
- Sidi Mohamed, le narrateur, jeune garçon (6 ans), habite avec ses parents, le 2e étage de la maison Dar Chouafa[4], la maison de tante kenza la voyante[5]
- Lalla Zoubida, mère de Sidi Mohammed
- Maalam Abdeslam, père de Sidi Mohammed, tisserand de métier
- La voyante tante kenza, la Chouafa , habite au rez-de-chaussée ,le principale locataire de  Dar Chouafa[4]
- Driss El Aouad, fabricant de charrue, mari de Rahma et père de la jeune Zineb (7 ans). La famille occupe le premier étage de la maison Dar Chouafa[4]
- Fatma Bziouya et son mari Allal, jardinier, voisins de la famille de Sidi Mohamed au 2e étage de la maison Dar Chouafa[4]
- Lalla Aicha, ancienne voisine de Lalla Zoubida
- Le Fqih, un homme barbu qui apparait dans les cauchemars de Sidi Mohammed

## Résumé
Sidi Mohammed revient sur son enfance dans l'ancienne médina de Fès, racontant ses journées au Msid (école coranique), les souvenirs des bains maures (il considère cela comme un enfer et un lieu de potins), la préparation à l'Achoura (fête religieuse) et la magie au sujet de la boite. L'histoire du roman témoigne fidèlement du vécu de l'entourage de Sidi Mohammed, un enfant de 6 ans au caractère timide et rêveur, de sa famille, des voisins, de leurs habitudes et problèmes. La vie paisible du garçon est perturbée par l'absence soudaine de son père, qui a quitté la ville pour travailler après avoir perdu tout son capital. Dans ce roman, Sidi Mohammed  décrit sa solitude et sa douleur après l'incident, ainsi que les jours mornes de la visite du mausolée avec sa mère avant le retour de son père. À travers tous ces événements, la Boite à Merveilles apporte un réconfort à l'enfant et un moyen pour lui d'oublier ses ennuis et de se laisser aller à ses rêveries. De plus, il traite les objets de sa boîte à merveilles comme s'il s'agissait d'amis pour sortir de sa solitude.